# رينيه بوالو (سياسي)
رينيه بوالو هو سياسي كندي، ولد في 26 أكتوبر 1754، وتوفي في 11 يوليو 1831. انتخب Member of the  Legislative Assembly of Lower Canada ‏.